# Wehlener Sonnenuhr
Koordinaten: 49° 56′ 52″ N, 7° 2′ 30″ O

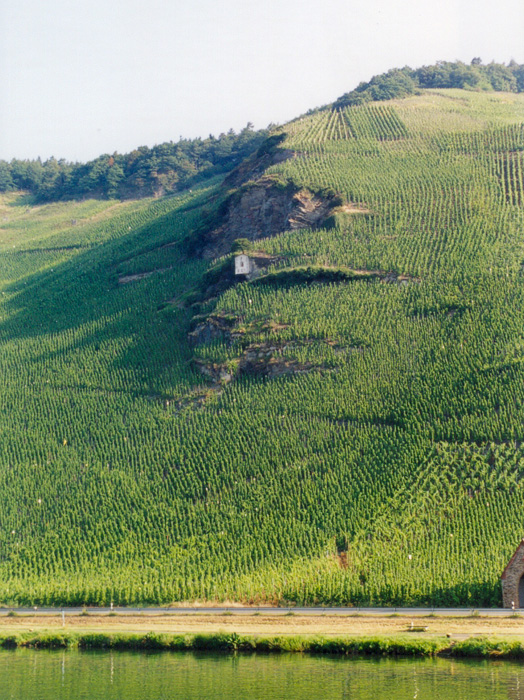
Wehlener Sonnenuhr

Der Begriff Wehlener Sonnenuhr bezeichnet eine deutsche Weinlage in dem Weinbauort Wehlen, der heute ein Stadtteil der Stadt Bernkastel-Kues an der Mosel ist. Der hier angebaute Wein ist überregional bekannt. Die Weinlage befindet sich an einem Südwesthang der Mosel. Die Reben gedeihen auf Devon- und Schieferverwitterungsböden.
Im 19. Jahrhundert wurde die Bezeichnung „Sonnenuhr“ nur mündlich gebraucht. Erst 1868 taucht sie in einer Lagenkarte auf. Am 29. August 1913 wurde die damals etwa 10 Hektar große Wehlener Sonnenuhr erstmals als Lagenname zugelassen und ihre Größe genau definiert. 1953 wurde durch den zuständigen Gemeinderat eine Vergrößerung der Lage um 25 Hektar auf insgesamt 35 Hektar beschlossen. Am 31. August 1970, wenige Monate vor der Eingemeindung nach Bernkastel-Kues im Zuge einer Gebietsreform, fasste der Wehlener Gemeinderat einen weiteren Erweiterungsbeschluss: Die gesamte rechte zu Wehlen gehörende Moselseite sollte zur „Wehlener Sonnenuhr“ erklärt werden. Dies hätte eine Erweiterung auf insgesamt 58 Hektar bedeutet. Ein zehnjähriger Rechtsstreit gegen diese Erweiterung endete 1980 mit einem Kompromiss: Die Lagenbezeichnung wurde auf nur ca. 47 Hektar erweitert. Die Wehlener Sonnenuhr ist Teil der Großlage Münzlay.
Noch heute gibt es auch eine Sonnenuhr im Weinberg. Sie wurde im Jahre 1842 von Jodocus Prüm inmitten der Schieferfelsen der damals so bezeichneten Lage „Lammerterlay“ erbaut, diente ursprünglich nur der Zeitorientierung und ersetzte erst um die Wende vom 19. zum 20. Jahrhundert die ehemalige Lagenbezeichnung „Lammerterlay“. An einem Sonnentag kann man auf ihr die Uhrzeit deutlich ablesen. Sie ist eines der Wahrzeichen des Ortes Wehlen.
In unmittelbarer Nähe liegt die Einzellage Zeltinger Sonnenuhr. Weitere Weinlagen mit dem Namen Sonnenuhr gibt es in Brauneberg, Maring-Noviand, Neumagen-Dhron, Pommern und Ürzig.